# Andrew Matjila
Andrew Matjila (* 1932 in Südwestafrika) ist ein ehemaliger namibischer Politiker des Demokratischen Turnhallenallianz (DTA).
Matjila war zwischen 1986 und 1989 für insgesamt acht Monate (in drei verschiedenen Amtszeiten) Minister für Bildung und zentrale Institutionen in der Übergangsregierung der nationalen Einheit.  Er war 1989/90 Mitglied der Verfassunggebenden Versammlung Namibias. Er hatte die Wahl zum Vorsitzenden der Versammlung gegen Hage Geingob verloren. Als Mitglied des Unterkomitee für Nationalsymbole (englisch National Symbols Sub-Committee) war Matjila u. a. für die Findung der Nationalflagge verantwortlich.
Nach der Unabhängigkeit Namibias war Matjila von 1990 bis 1995 Mitglied im 1. Parlament der namibischen Nationalversammlung.